# Flayosc
Flayosc este o comună în departamentul Vaucluse din sud-estul Franței. În 2009 avea o populație de 4.446 de locuitori.

## Evoluția populației
| An        | 1975  | 1982  | 1990  | 1999  | 2006  | 2009  |
| --------- | ----- | ----- | ----- | ----- | ----- | ----- |
| Populație | 1.867 | 2.384 | 3.233 | 3.924 | 4.289 | 4.446 |